# Antocha australiensis
Antocha australiensis är en tvåvingeart som först beskrevs av Alexander 1922.  Antocha australiensis ingår i släktet Antocha och familjen småharkrankar. Inga underarter finns listade i Catalogue of Life.